# 伊比利亞 (明尼蘇達州)
伊比利亞（英語：Iberia）是位於美國明尼蘇達州布朗縣的一個非建制地區。

## 歷史
伊比利亞的郵局於1870年設立，其後於1893年停運。此地得名自伊比利亞半島。

## 地理
伊比利亞所處的海拔為高於海平面308米（即1010英呎），而該地所採用的時區為UTC-6，即北美中部時區（CST）。同時該地設有夏令時間，為UTC-6調快一小時，即UTC-5（CDT）。